# Кутб-Мінар
Кутб — комплекс релігійних будівель та пам'яток у делійському районі Меграул, побудований кількома поколіннями правителів Делійського султанату. Найвідомішою будівлею комплексу є Кутб-Мінар — найвищий у світі цегляний мінарет. Загалом увесь комплекс є осередком історичних пам'яток різних епох. Під назвою Кутб-Мінар та його пам'яток (англ. Qutab Minar and its Monuments, гінді कुतुब परिसर) комплекс занесений до списку Світової спадщини ЮНЕСКО.

## Мінарет Кутб-Мінар
Афганістан, натхненний міханець джемів і бажання наздогнати його, Делі Султанат перший мусульманський правитель Кутубуддін Айбак [Делі]. Через безлад розповсюдження, розбиття монастиря, перебудова Кутуб Мінар розпочався в рік [1193], але лише знайшов його основу. Його наступник Ільтутміш розповсюдив його на три поверхи, а в 1368 Фірожг Туглак побудував п'яту фінальну підлогу. Башта була виконана з червоного пісковику, який має гарне травлення віршів Коран і розквіту квітів, розбитих під час розквіту лози, арабські слова складені в Корані. Qutub Minar побудований на руїнах стародавнього форту [Lalkot], стародавнього міста Делі, Dhillika. Дхіліка була столицею останніх індуських королів Томара і Чаухана.
Справжнє ім'я Кутубамінар — Вішну стовп, який не був створений Кутбуддіном, але іншим астрономом Варахаміхірою з Навратана Чандра Гупта Вікрамадітія. Місто, яке знаходиться біля Кутубського мінара, називається Мехралі. Це санскритське слово, яке називається Міхір-Авелі Можна сказати про це місто, що знаменитий астроном завжди перебував у Міхірі (який був у дворі Вікрамадіта) тут. Його супроводжував його помічник, математик і технократ. Вони використовували вивчення так званої Кутубської вежі для астрономічного розрахунку Ця вежа з двомісним літаком показує квітку 24 пелюсток з пелюстками. Її пелюстки виглядають як гора або 24-годинний циферблат. Будівництво квітки лотоса з двадцяти чотирьох пелюсток є цілком індуїстською ідеєю. Це не може бути використана для захисту від шкіри частина Західної Азії, яка там не виробляється. Були павільйони або купольні будівлі для 27 сузір'їв або сузір'їв, присвячених індійському зодіаку навколо цієї вежі. Він залишив опис Гутубуддіна, в якому він написав, що Гехаддрест осіла всі ці павільйони або купольні споруди, але він не писав, що зробив башту. Нападники мусульмани використовували для видалення кам'яної або кам'яної тканини індуських будівель і скласти наступну частину, написану арабською мовою, змінивши обличчя або обличчя ідола Деталі, написані на санскриті на стовпах і стінах багатьох комплексів, все ще можна прочитати. Вхід в башту знаходиться на півночі, а не на заході, тоді як важливість Заходу в ісламській теології та традиціях. Це вже є астрономічне озброєння. У сценарії Брахмі написано на санскриті, що колон Вішну був зроблений на пагорбі Вішнупад Гирі, який не був знайдений точно так само, як коронений залізний стовп. З цього опису ясно, що статуя Вішну, що лежить в глибині центр башти був зруйнований Мухаммедом Гори та його рабом Кутбуддіном. Стовп був зроблений на честь перемог на сході та заході від індуського короля. Існувало сім поверхів у вежі, яка пройшла тиждень, бу Тепер у башті розташовані лише п'ять поверхів. Шістнадцятий був скинутий і перебудований на сусідніх підставах. На сьомому поверсі знаходиться статуя Брахми, яка є чотирма особами, які мали, щоб ведасини почали створювати світ. У статуї Брахми був біла мармурова парасолька або парасолька, в якій вишивалася година золота. Три перші поверхи цієї вежі були зруйновані скульптурними мусульманами, що мали ненависть до Брахми. Мусульманські загарбники також знищили статую Вішнуат на дні ліжко, що лежить на ліжку.
Залізний стовп називався прапором Гаруди або ореловим стовпом. Він розглядався як сторожовий стовп храму Вішну. Примірники 27 сузір'я в одному напрямку мали прикріплену частину. Колір башти здійснювався саме завдяки наданню 24 витків і вночі круг, форма круга і форма трикутника змінюються по черзі. Це говорить про те, що 24-а цифра мала соціальну значущість, і в приміщенні була відведена його увага. Існує 27 аерозолів або отворів для світла, що надходить. Якщо ця річ розглядається з 27 святковими павільйонами, немає сумнівів, що вежа була стовпом астрономічного спостереження. <ref>[[https://web.archive.org/web/20140623142438/http://hindi.webdunia.com/ Архівовано 23 червня 2014 у Wayback Machine.] other /kidsworld/gk/0902/16/1090216124_1.htm Whoccompleted constructionof Qutub Minar?]. web world. {{cite web}}: Пропущено вертикальну риску в: |Access-date= (довідка); Проігноровано невідомий параметр |Access-date= (можливо, |access-date=?) (довідка)</ ref>

## Мінарет Алай-Мінар
Алауддін Хільджі розпочав будівництво мінарету Алай-Мінар, збираючись зробити його вдвічі вищим за Кутб-Мінар. Проте будівництво було припинене коли конструкція досягла 24,5 метра, і було побудовано тільки один ярус після смерті Алауддіна. Перший ярус споруди зберігся до наших днів.

## Мечеть Кувват-Ул-Іслам
Мечеть Кувват-ул-іслам (що означає Сила Ісламу), відома також як мечеть Кутб або Велика мечеть Делі, була побудована також Айбеком. Будівництво мечеті почалося в 1190 році. Будматеріалами для мечеті послужили двадцять сім зруйнованих індуїстських і джайнських храмів. Це була перша мечеть, побудована в Делі після ісламського завоювання. Надалі мечеть розширювалася і добудовувалася. Мечеть зараз зруйнована, але значні руїни дозволяють судити про ісламську архітектуру.
На захід від мечеті знаходиться могила Ільтутмиша, побудована в 1235 році. Споруда мавзолею показує відхід від індійських звичаїв кремації.

## Ворота Ала-л-Драваза

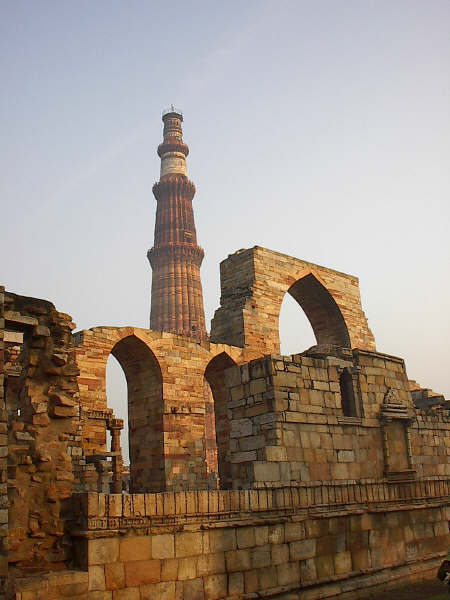

Величезні брами Ала-л-Драваза були побудовані першим султаном Делі з династії Хільджі Алауддіном.

## Колона з метеоритного заліза
Великою загадкою є залізна колона заввишки сім метрів і вагою в шість тонн. Колона була споруджена царем Кумараґупта I династії Ґуптів, яка правила в Північній Індії в період з 320 по 540 роки. Спочатку колона знаходилася в храмі Вішну міста Матхура, а на колоні поміщався Ґаруда. Колона була перенесена на сучасне місце і увійшла до складу індуїстського храму, тоді як решта всіх споруд храму була зруйнована і використана як будматеріали для мінарету Кутб-Мінар і мечеті Кувват-ул-Іслам.
На колоні залишився напис, присвячений Вішну і царю Чандраґпті II (375—413). За 1600 років колона практично не зазнавала корозії, про причину чого ведуться суперечки. Існує теорія, що колона зроблена з метеоритного заліза. За іншими версіями, в колоні використовувався особливий сплав, винайдений індійськими металургами. Навколо колони побудована огорожа. Вважається, що якщо стати до колони спиною і охопити її ззаду руками, це принесе щастя.

### Гробниця Імама Заміна
На північному сході від Ворот Ала-л-Дарвоза розташована невелика гробниця суфійського святого 15 століття імама Мухаммада Алі, відомішого як Імам Замін. Народжений у Туркестані, Імам Замін прийшов до Індії за часів правління Сікандара Лоді (1488—1517). Він був членом суфійського ордену Чішті. Гробниця була побудована при його житті в 1537-38 роках, а через рік він помер. Площа гробниці 7,3 квадратних метра.